# 여보 고마워
《여보 고마워》는 고혜정 작가의 에세이이다. 눈과마음이라는 출판사에서 초판 되었고, 그 이후 2011년 말에 공감이라는 출판사에서 재판되었다.

## 평가
작가 고혜정은 부부의 이야기를 글로 풀어냄으로써, 사람들에게 '가족의 소중함'을 환기하고자 하는 의도를 내비쳤다.